# Nissaf Ben Alaya
Pour les articles homonymes, voir Alaya (homonymie).
Nissaf Ben Alaya (arabe : نصاف بن علية), née Nissaf Bouafif à Kélibia, est une médecin tunisienne. Elle est spécialiste de la médecine préventive et directrice de l'Observatoire national des maladies nouvelles et émergentes.

## Biographie
Après avoir soutenu une thèse de doctorat en médecine à la faculté de médecine de Tunis, elle obtient des masters spécialisés à l'université Pierre-et-Marie-Curie, à l'université Bordeaux-II ainsi qu'à l'université Claude-Bernard-Lyon-I.
De retour en Tunisie, elle rejoint l'Institut Pasteur de Tunis, puis l'Observatoire national des maladies nouvelles et émergentes dont elle devient directrice. Dans ce contexte, elle se voit confier des missions de la part de l'Organisation mondiale de la santé.
Elle enseigne comme professeure assistante à la faculté de médecine de Tunis à propos de différentes activités de recherche liées aux maladies infectieuses et aux maladies non transmissibles telles que l'hypertension, le diabète et les maladies coronariennes.
Ben Alaya se distingue lors de la pandémie de Covid-19 par sa gestion de la crise. Son action à la tête de son équipe a été saluée par le ministre de la Santé Abdellatif Mekki.
Le 9 septembre 2020, elle est nommée coordinatrice nationale pour le programme de lutte contre la Covid-19 et porte-parole du ministère de la Santé.